# Стриженова, Лионелла Ивановна
Лионе́лла Ива́новна Стриже́нова (по первому мужу Пырьева, урождённая Скирда; род. 15 марта 1938, Одесса, СССР) — советская и российская актриса, заслуженная артистка РСФСР (1991).

## Биография
Лионелла Ивановна Скирда родилась 15 марта 1938 года в Одессе.
Окончила школу на Сахалине, в городе Холмске.
В 1957 году[уточнить] поступила на актёрский факультет Государственного института театрального искусства им. А. В. Луначарского (преподаватели актёрского мастерства О. Н. Андровская и Г. Г. Конский), который окончила в 1961 году.
В 1961—1964 годах — актриса драматического театра им. К. С. Станиславского.
С 1974 года состоит в труппе Театра-студии киноактёра (ныне — Мастерская «12» Никиты Михалкова).
С 1987 года перестала сниматься в кино.

## Личная жизнь
Первый муж (1962—1968) — Иван Пырьев (1901—1968), кинорежиссёр, сценарист.
Второй муж (1976—2025) — Олег Стриженов (1929—2025), актёр.

## Творчество

### Фильмография
| Год  |   | Название                  | Роль                        |
| ---- | - | ------------------------- | --------------------------- |
| 1956 | ф | Капитан «Старой черепахи» | подруга Кати (нет в титрах) |
| 1961 | ф | Вольный ветер             | Стелла                      |
| 1963 | ф | Выстрел в тумане          | Марина Миронова             |
| 1965 | ф | Свет далёкой звезды       | Ольга Алексеевна Миронова   |
| 1966 | ф | Человек без паспорта      | Ольга Петровна Гончарова    |
| 1968 | ф | Хозяин тайги              | повариха Нюрка              |
| 1968 | ф | Братья Карамазовы         | Грушенька                   |
| 1969 | ф | Опасные гастроли          | Софи (Александра), актриса  |
| 1975 | ф | Последняя жертва          | Круглая                     |
| 1984 | ф | Господин Великий Новгород | Любовь                      |
| 1986 | ф | Мой любимый клоун         | Мальва Николаевна           |
| 1987 | ф | Оглашению не подлежит     | Валерия Павловна            |

### Озвучивание
| Год  |   | Название          | Роль                     |
| ---- | - | ----------------- | ------------------------ |
| 1994 | ф | Легенда горы Тбау | Имя персонажа не указано |

## Награды
- Заслуженная артистка РСФСР (1991)[3].